# Mainit
Mainit is een gemeente in de Filipijnse provincie Surigao del Norte op het eiland Mindanao. Bij de laatste census in 2007 had de gemeente bijna 24 duizend inwoners.

## Geografie

### Bestuurlijke indeling
Mainit is onderverdeeld in de volgende 21 barangays:
| - Binga - Bobona-on - Cantugas - Dayano - Mabini - Magpayang - Magsaysay - Mansayao - Marayag - Matin-ao - Paco | - Quezon - Roxas - San Francisco - San Isidro - San Jose - Siana - Silop - Tagbuyawan - Tapi-an - Tolingon |

## Demografie
Mainit had bij de census van 2007 een inwoneraantal van 23.952 mensen. Dit zijn 535 mensen (2,3%) meer dan bij de vorige census van 2000. De gemiddelde jaarlijkse groei komt daarmee uit op 0,31%, hetgeen lager is dan het landelijk jaarlijks gemiddelde over deze periode (2,04%). Vergeleken met de census van 1995 is het aantal mensen met 2.172 (10,0%) toegenomen.

De bevolkingsdichtheid van Mainit was ten tijde van de laatste census, met 23.952 inwoners op 107,76 km², 202,1 mensen per km².